# Лосняк гавайский
Лосня́к гава́йский (лат. Liparis hawaiensis) — вид цветковых растений рода Лосняк (Liparis) семейства Орхидные (Orchidaceae). Эндемик Гавайских островов.

## Синонимика
- Leptorkis hawaiensis (H.Mann) Kuntze, 1891[1]